# Жуки-голиафы
Жуки-голиафы (лат. Goliathus) — род очень крупных жуков из подсемейства бронзовки в составе семейства пластинчатоусые, распространённый в Центральной и Юго-Восточной Африке.
Представители рода считаются одними из самых тяжёлых жуков в мире — отдельные особи самцов ряда видов при жизни могут весить, согласно одним данным, до 47 граммов, а по другим — до 80—100 граммов.

## Описание

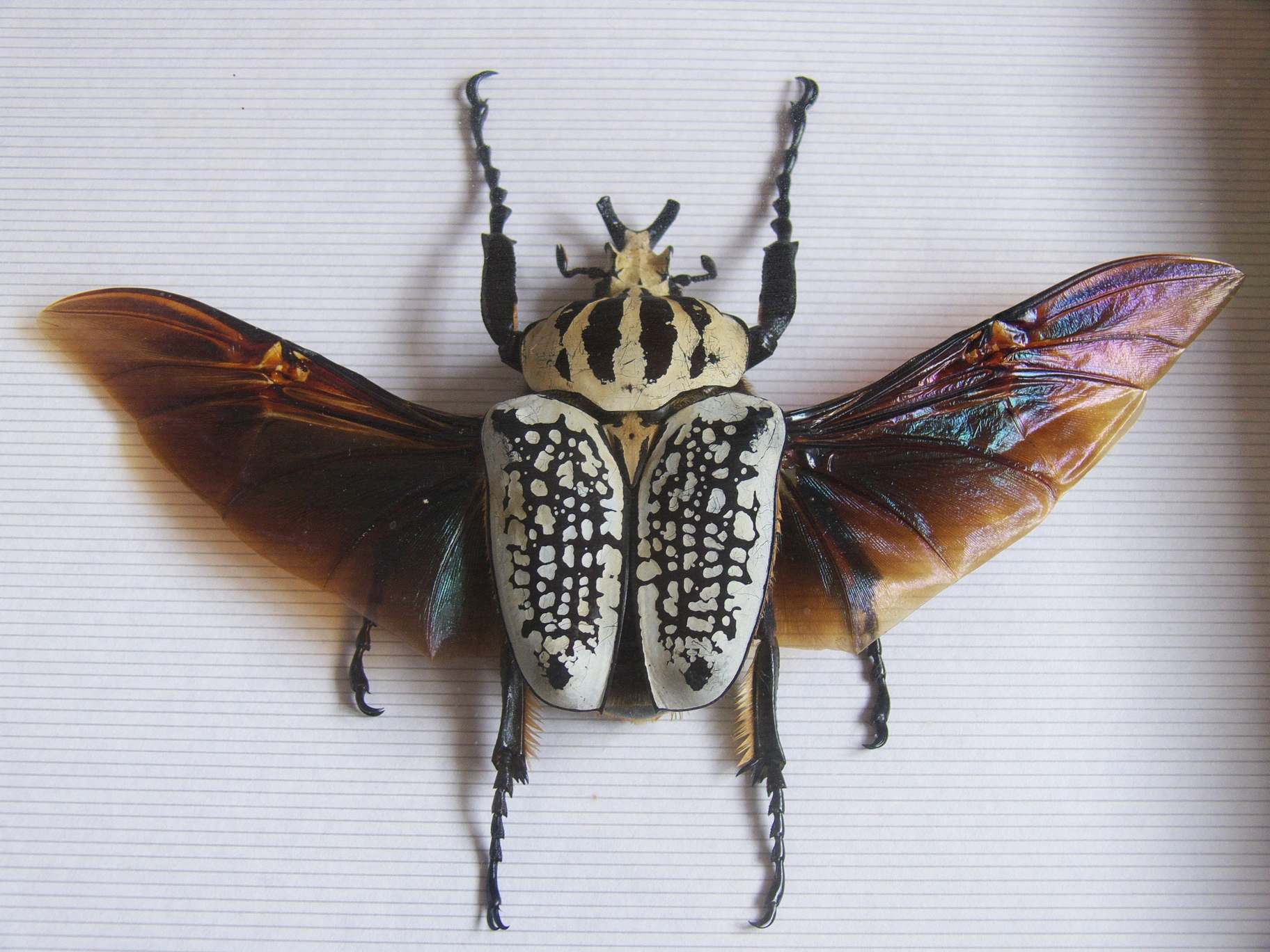
Goliathus orientalis с расправленными крыльями

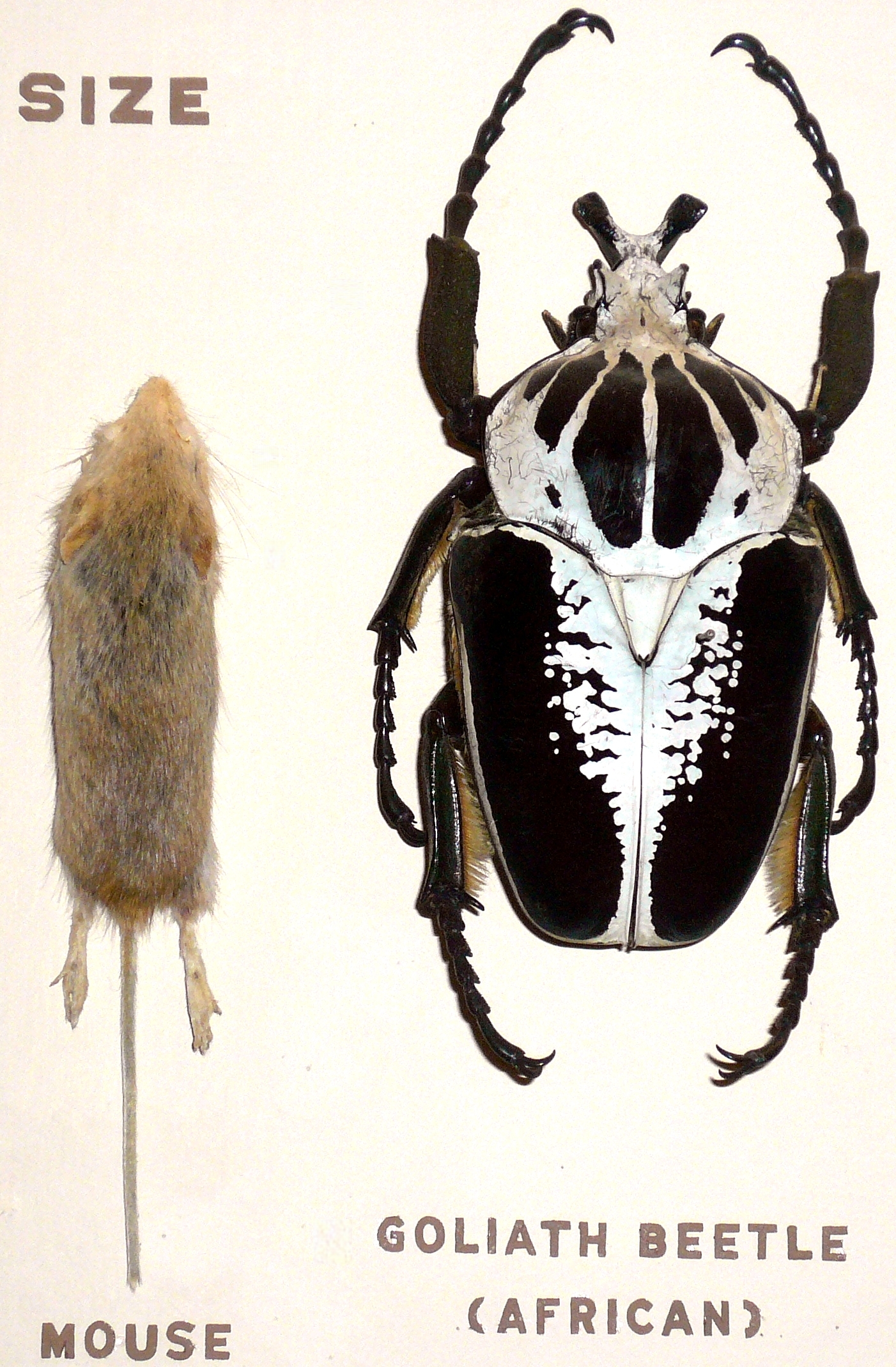
Размер Goliathus regius по сравнению с мышью

Длина тела самцов 80—110 мм (Goliathus regius до 116 мм), самок — 50—80 мм. Самцы при жизни могут достигать веса до 47 граммов и, вероятно, являются самыми тяжёлыми жуками в мире. Окраска вариабельная у разных видов: в основном чёрная, с белым рисунком на надкрыльях. Чёрные участки имеют бархатную структуру. Грудной щит без выемки. Передние голени только у самки с зубцами, самцы на голове имеют похожий на рога Y-образный отросток. У самки выростов нет, голова в форме щита, что способствует копанию земли для откладывания яиц. Голиафы, как и другие представители группы бронзовок (Cetoniinae) отличаются от других жуков тем, что их надкрылья имеют на переднем боковом крае выемку, через которую выпускаются крылья при полёте, а надкрылья остаются сложенными.

## Биология
В дневное время жуки активно летают и большую часть времени проводят в кронах деревьев. На землю спускаются крайне редко, только в поисках пищи, а самки также чтобы отложить яйца. Питаются вытекающим соком деревьев и перезрелыми фруктами. Продолжительность жизни имаго — около 6 месяцев.

## Виды
Выделяют 5 видов:

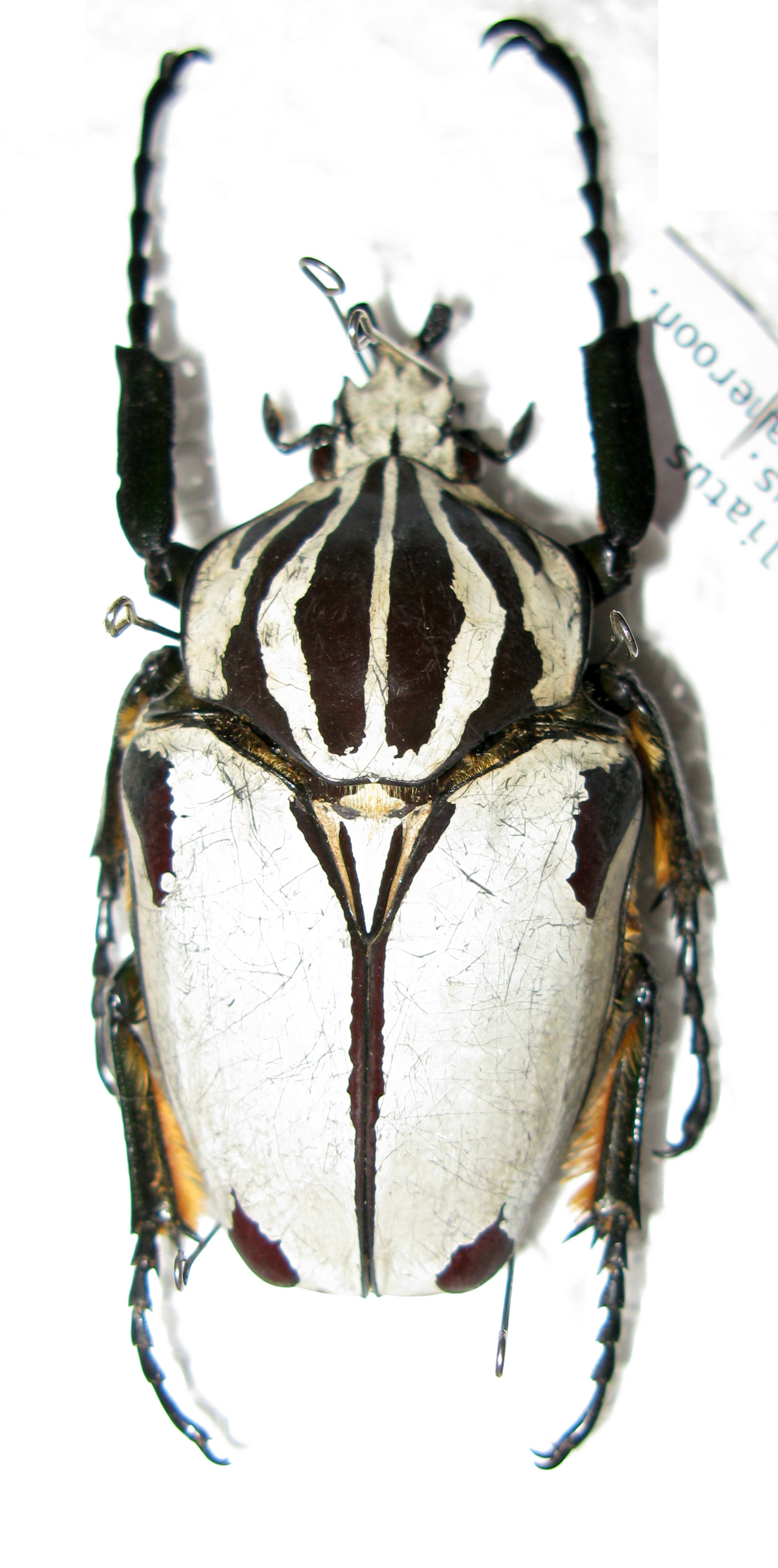
Одна из редких форм — Goliathus goliathus quadrimaculatus. Длина 77 мм. Камерун.

- Goliathus albosignatus (Boheman, 1857) — длина самцов до 60 мм. Ареал — Юго-Восточная Африка
- Goliathus cacicus (Voet, 1779) — длина самцов до 93 мм. Ареал — Экваториальная Африка.
- Goliathus goliatus (Linnaeus, 1771) — длина самцов до 100 мм. Ареал — Экваториальная Африка
- Goliathus orientalis (Moser, 1909) — длина самцов до 98 мм, самок до 70 мм. Ареал — Юго-Восточная Африка.
- Goliathus regius (Klug, 1835) — длина самцов до 116 мм. Ареал — Экваториальная Африка

### Синонимичные и прочие названия видов
- Goliathus atlas гибрид между Goliathus cacicus и Goliathus regius
- Goliathus meleagris синоним одной из форм Goliathus goliatus
- Goliathus kirkianus — подвид Goliathus albosignatus

### Видообразование
Существует теория, согласно которой голиафы видов Goliathus regius, Goliathus cacicus, Goliathus goliatus имели общего предка, отдельные группы которого были географически изолированы друг от друга Камерунским горным массивом. Таким образом возникли изолированные генофонды, а из-за генетической изоляции, от каждого генофонда произошли новые виды.

## Адаптация
У многих насекомых, включая голиафов, начало периода активности требует непосредственного поднятия температуры тела до той, при которой возможен полёт.
Популяции голиафов тёмного фенотипа без гиподермальной пигментации преимущественно преобладают в густых лесах. Возможно, из-за тёмной пигментации номинативная форма не является толерантной к большим воздействиям солнечных лучей, или воздействию высоких температур, при этом следует учитывать предположительное обитание в тенистой местности. Наоборот, чёрная пигментация может быть избирательно благоприятной для быстрого увеличения температуры тела в условиях прохладной окружающей среды. В районах с редкой растительностью белая блестящая гиподермальная пигментация наоборот помогает избежать перегрева.
Степень белой окраски гиподермы на надкрыльях и груди реализуется вне влияния самого насекомого. На цвет гиподермы не влияют потребляемые насекомым питательные вещества. Особое влияние на окраску оказывает уровень влажности окружающей среды.

### Адаптационные варианты
Тёмные вариации окраски преобладают в Центральной и экваториальной Африке, в то время как светлые вариации окраски распространены в Южной и западной экваториальной Африке.
Изменчивость окраски Goliathus goliatus может быть результатом изменения целого ряда абиогенных факторов (степень инсоляции, влажность и т. п.).

## Размножение
После спаривания самка зарывается в землю, где откладывает яйца в небольших естественных полостях. Личинки питаются перепревшими листьями и перегноем, также им свойственен каннибализм — личинки более старших возрастов могут поедать более молодых. К концу своего развития личинки достигают длины 150 мм и весят 100—110 граммов. Окукливание происходит в земле, в колыбельке.

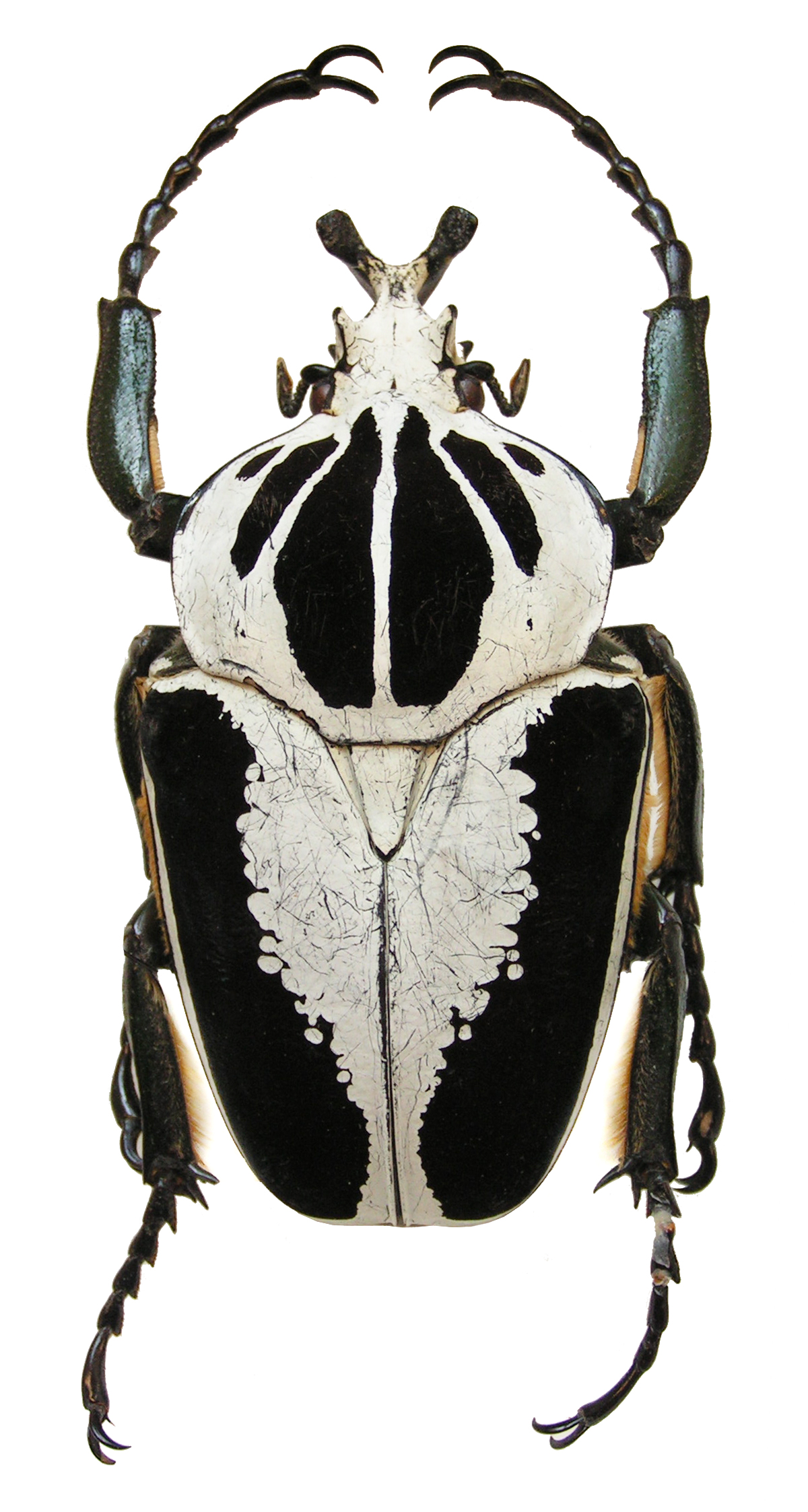
Goliathus regius
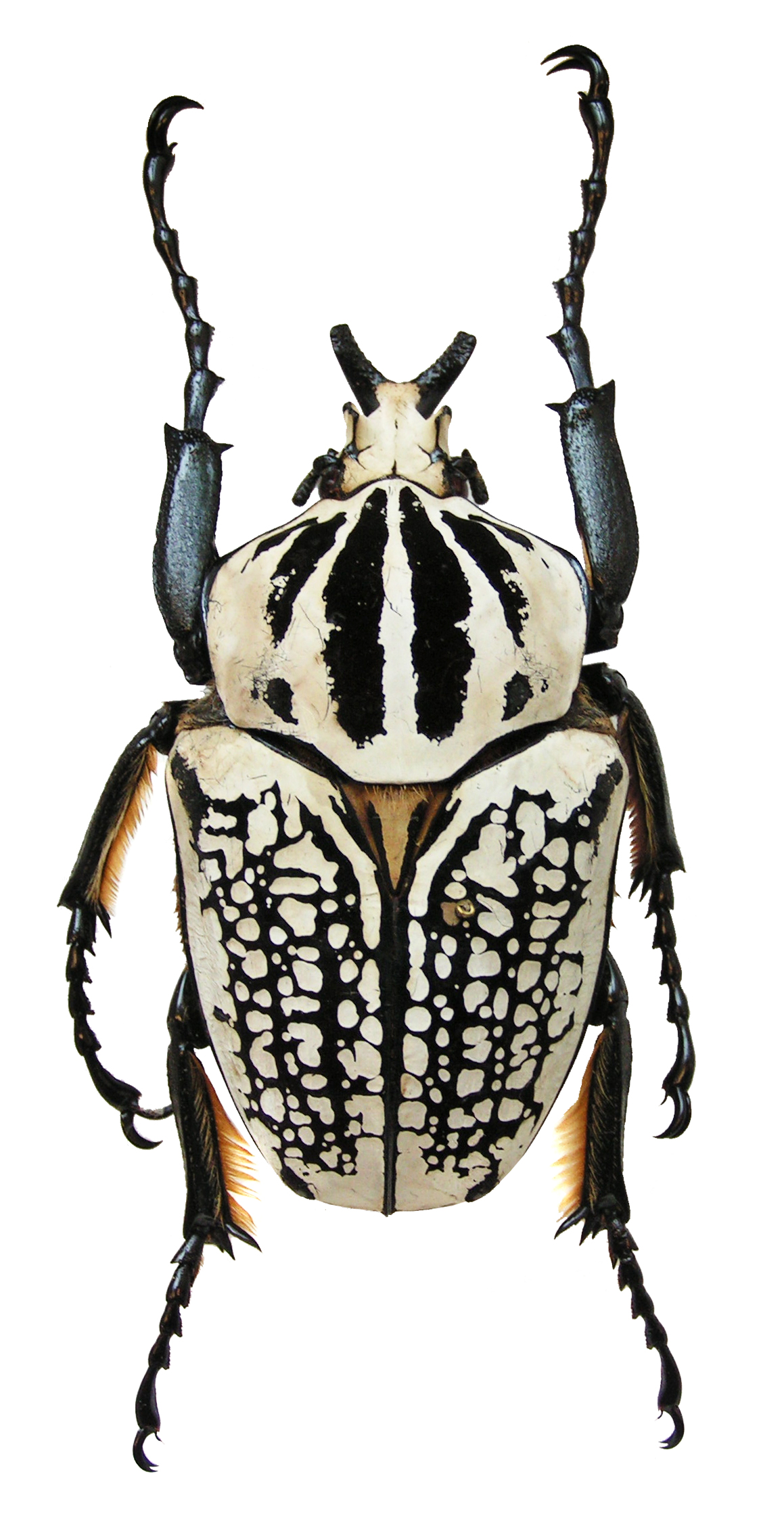
Goliathus orientalis meleagris
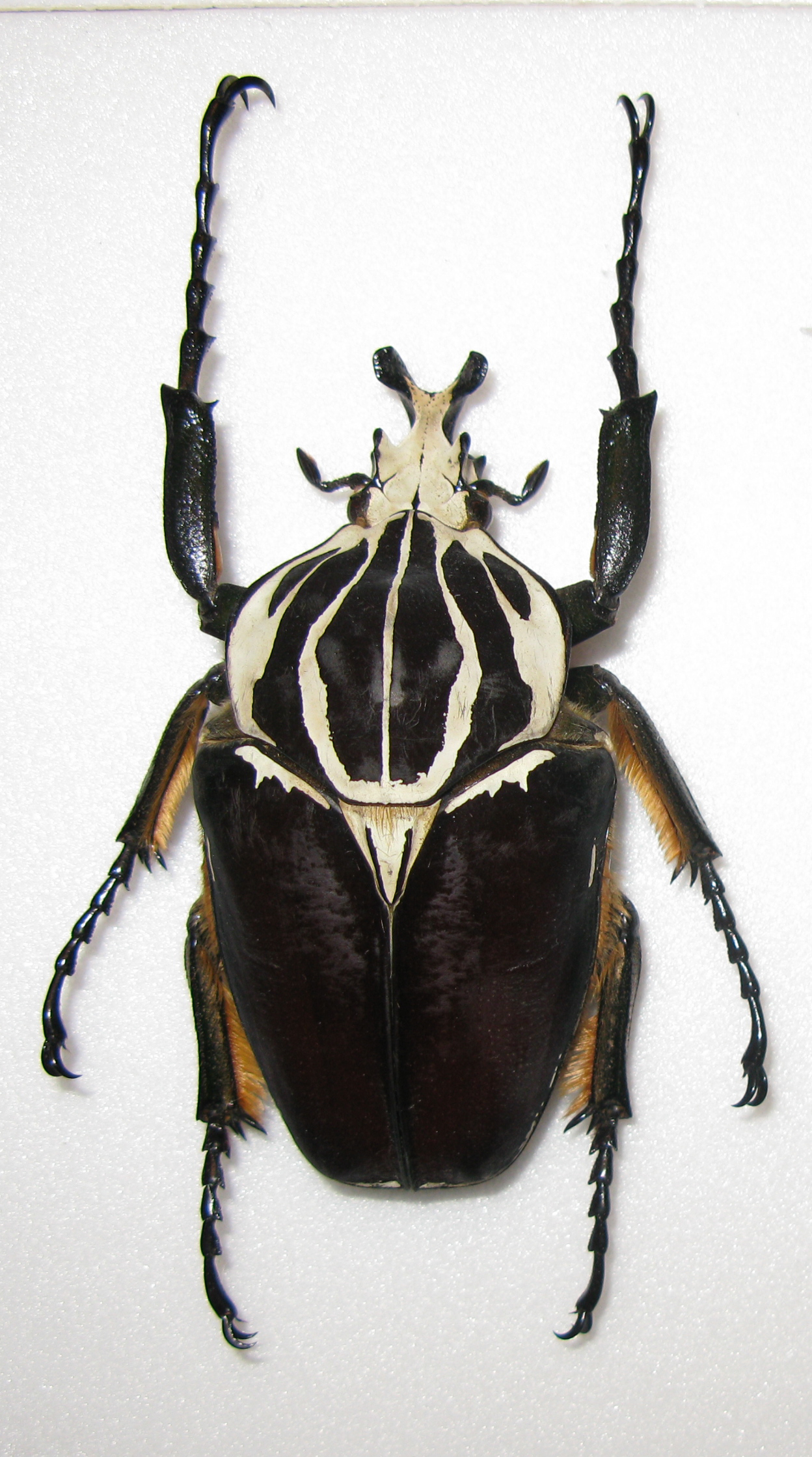
Goliathus goliatus
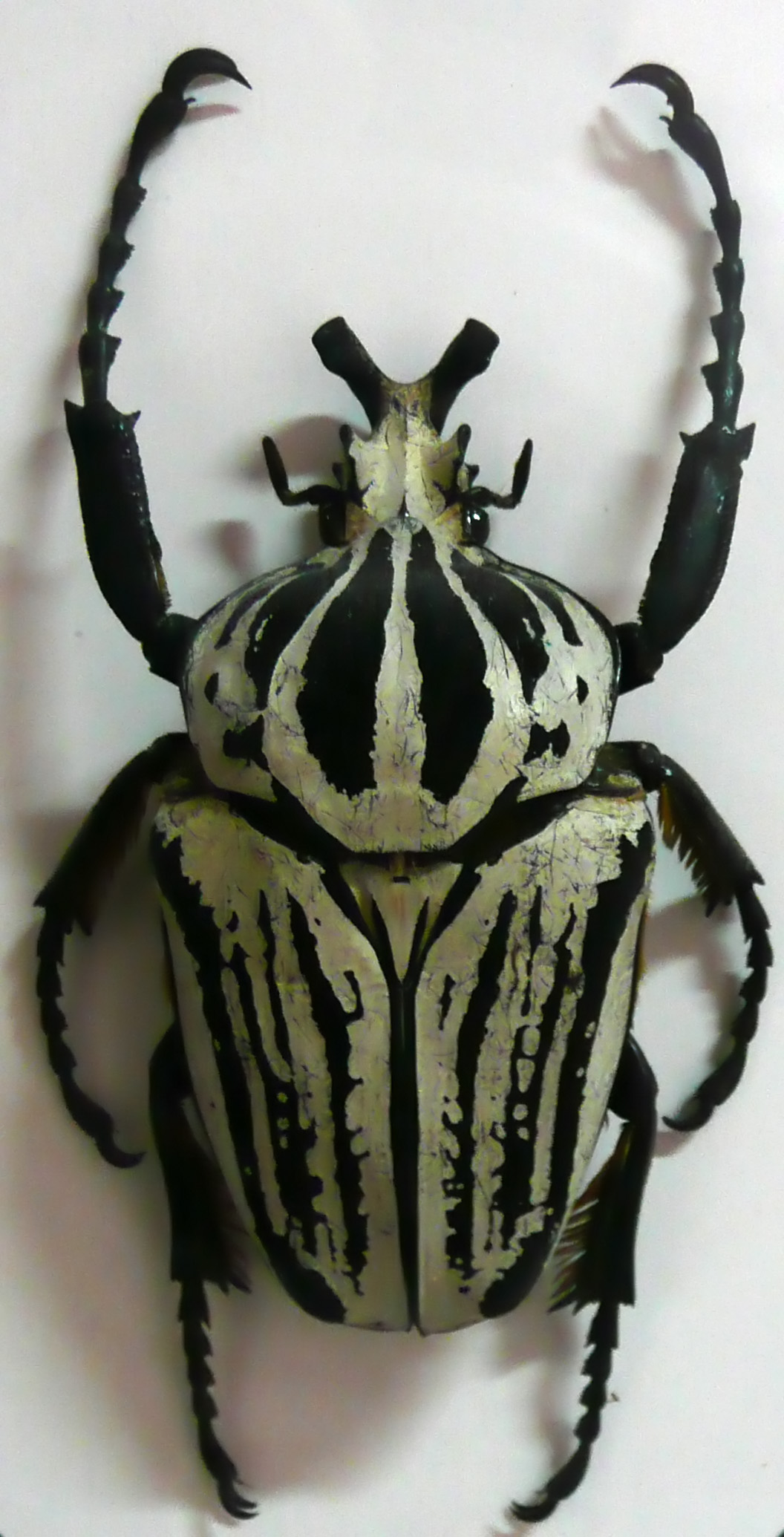
Goliathus orientalis preissei
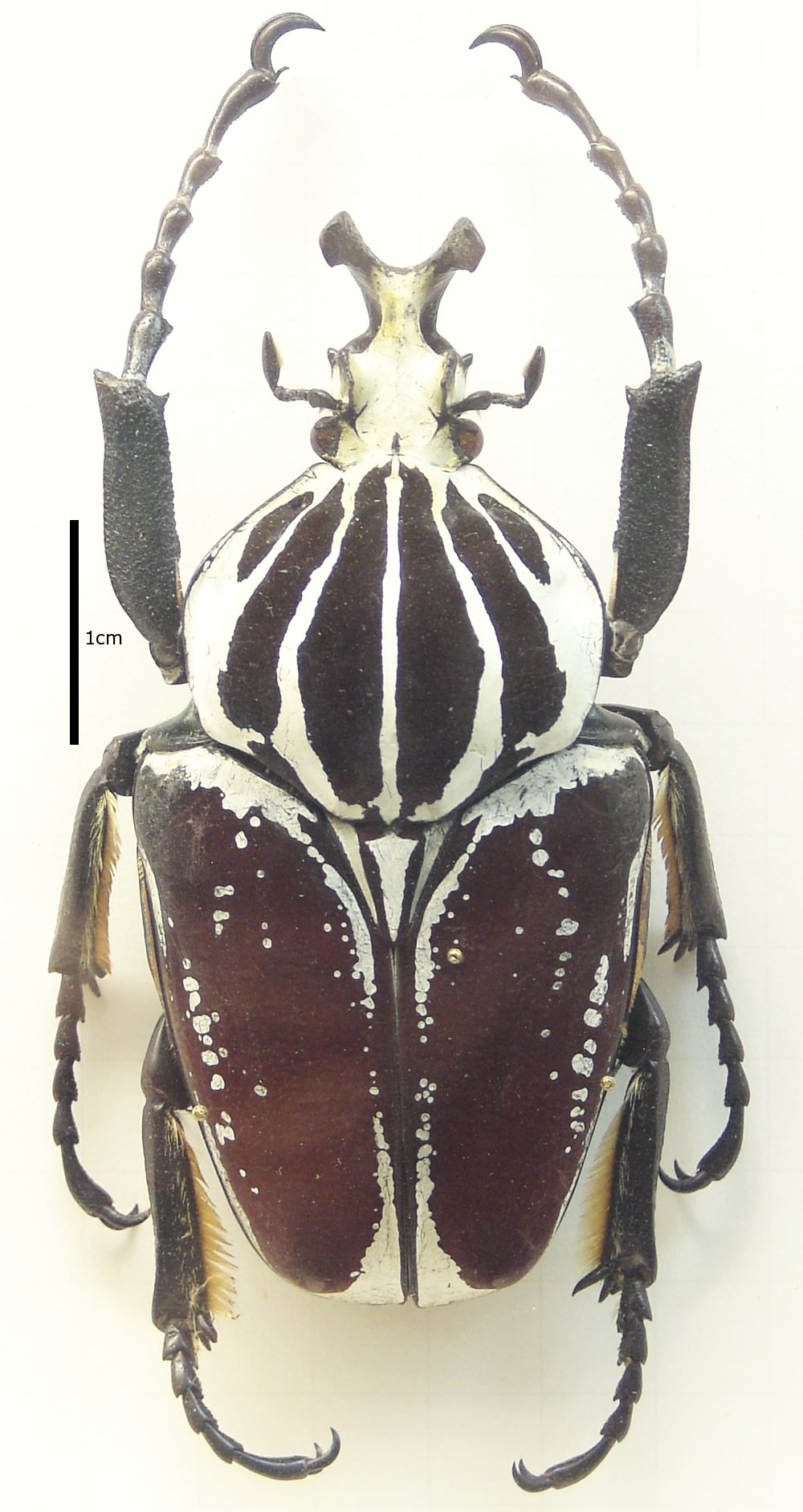
Goliathus goliatus var. conspersus
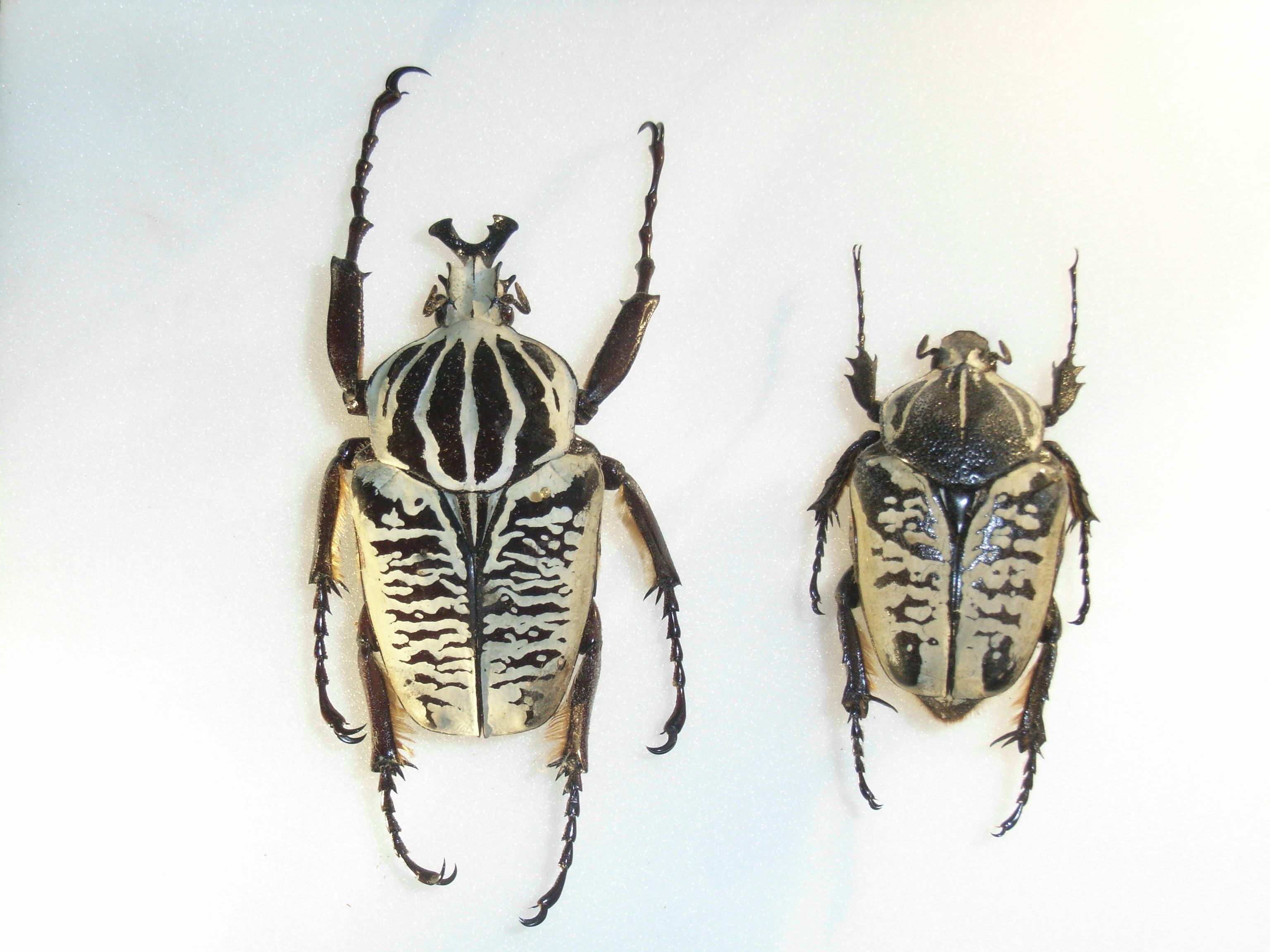
Goliathus albosignatus
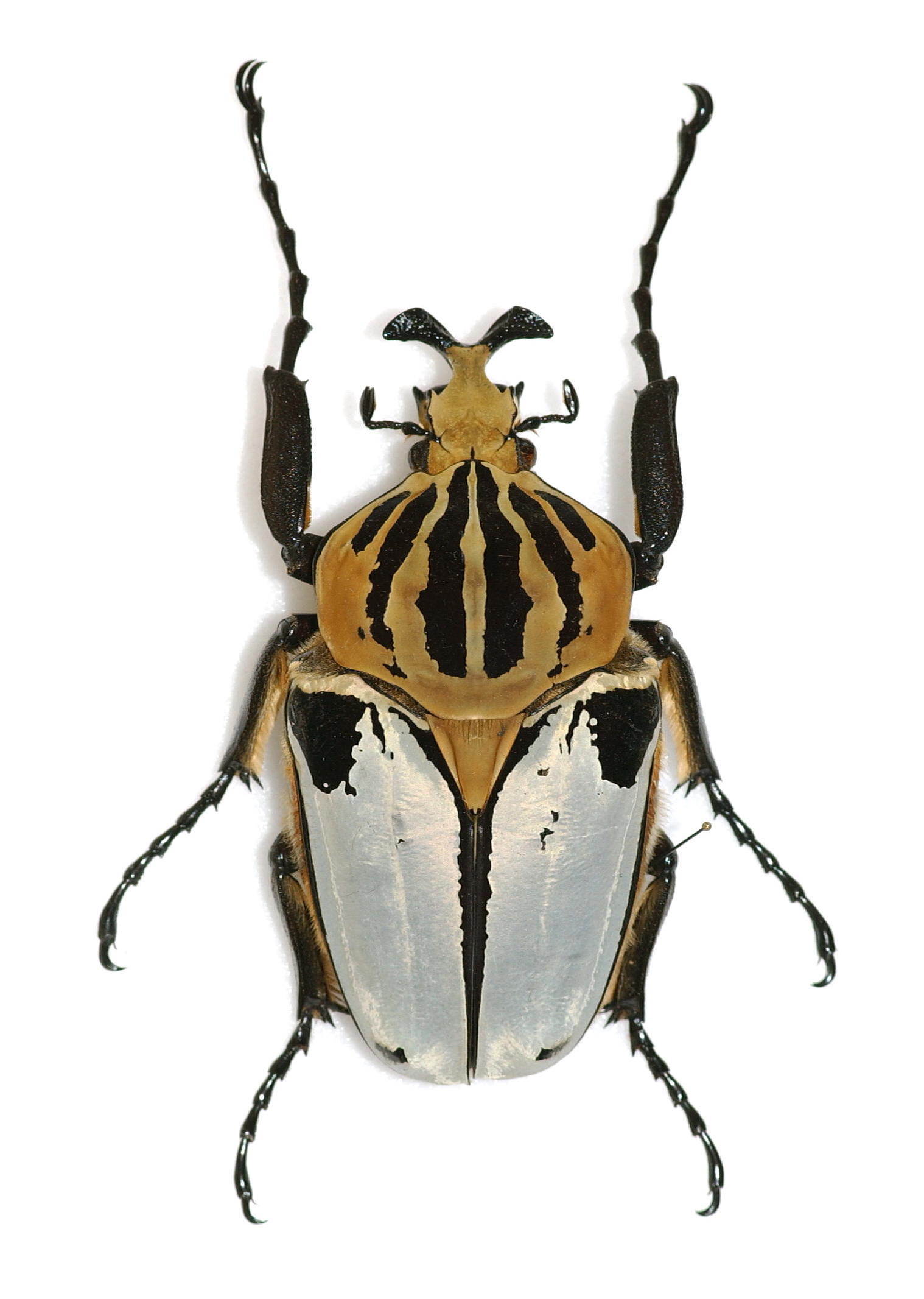
Goliathus cacicus